# Furacão Hanna (2008)
O furacão Hanna foi o oitavo ciclone tropical dotado de nome e o quarto furacão da temporada de furacões no Atlântico de 2008. O Hanna formou-se a leste-nordeste das ilhas de Sotavento das Pequenas Antilhas em 28 de agosto. O sistema seguiu para oeste-noroeste e, em 1º de setembro, começou a seguir erraticamente sobre as ilhas Turks e Caicos, onde atingiu seu pico de intensidade, com ventos máximos sustentados de 130 km/h. A partir de 3 de setembro, o Hanna começou a seguir para norte e para noroeste, seguindo paralelamente as Bahamas. Em 6 de setembro, o Hanna, já como uma enfraquecida tempestade tropical, atingiu a costa leste dos Estados Unidos, perto da divisa dos estados da Carolina do Sul e da Carolina do Norte. A partir de então, o Hanna começou a seguir para norte-nordeste e, no dia seguinte, começou a perder as suas características tropicais, se tornando um ciclone extratropical sobre a região da Nova Inglaterra. Devido às intensas chuvas causadas pelo furacão, severas enchentes foram relatadas no Haiti, que causaram a morte de 537 pessoas. Com isso, o Hanna é o furacão mais mortífero desde o furacão Stan, em temporada de furacões no Atlântico de 2005. Nos Estados Unidos o Hanna causou 160 milhões de dólares (valores em 2008) em prejuízos. No entanto, os danos provocados pelo sistema tropical no Haiti ainda são desconhecidos.

## História meteorológica

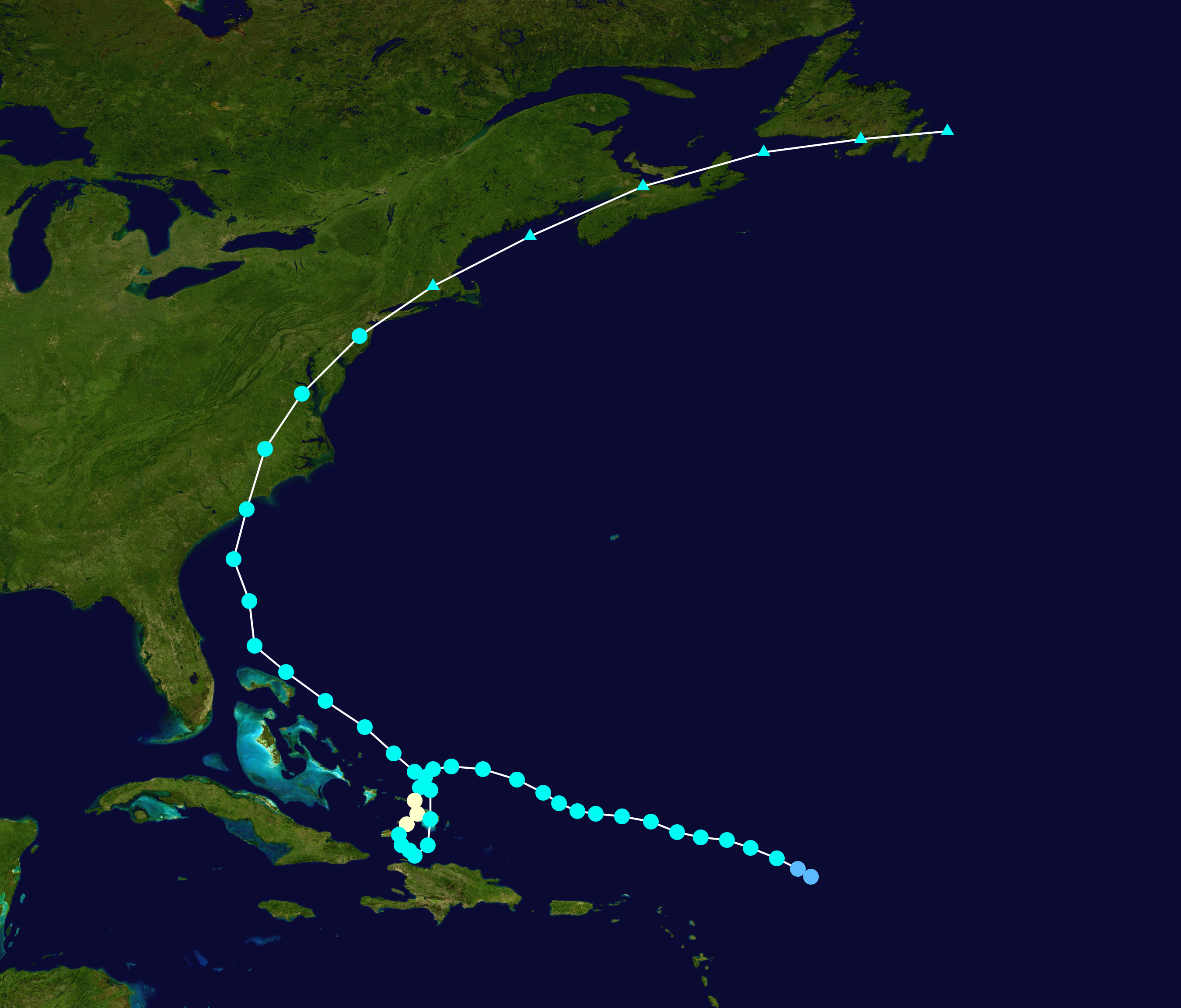
O caminho do Hanna

Uma onda tropical deixou a costa ocidental da África em 19 de agosto e seguiu para oeste sobre o Atlântico norte tropical. Áreas de temporais e trovoadas começaram a se formar gradualmente em associação à onda e, em 26 de agosto, a onda tropical formou uma área de baixa pressão a cerca de 880 km a leste-nordeste das ilhas de Sotavento das Pequenas Antilhas. A área de baixa pressão começou a mostrar sinais de organização e o Centro Nacional de Furacões dos Estados Unidos (NHC) classificou o sistema para a sétima depressão tropical da temporada às 00:00 (UTC) de 28 de agosto; naquele momento, o centro ciclônico de baixos níveis da depressão localizava-se a cerca de 510 km a leste-nordeste das ilhas de Sotavento das Pequenas Antilhas.
A depressão continuou a se intensificar e se tornou a tempestade tropical Hanna apenas 12 horas depois da formação da depressão. No entanto, a aparência da tempestade tropical em imagens de satélite começou a se degradar mais tarde naquele dia; as principais áreas de convecção profunda estavam localizadas a oeste do centro ciclônico de baixos níveis, indicando a presença de cisalhamento do vento moderado. O aumento do cisalhamento do vento foi provocado pela passagem de uma área de baixa pressão de altos níveis localizada a noroeste do Hanna. Mesmo com a presença de cisalhamento moderado do vento, o Hanna continuou a se intensificar lentamente assim que seguia para oeste-noroeste, sob a influência de uma alta subtropical ao seu norte. Em 30 de agosto, a aparência do Hanna em imagens de satélite estava bastante degradada, assemelhando-se à aparência de um ciclone subtropical, assim que a área de baixa pressão de altos níveis realizou a sua aproximação máxima da tempestade tropical. A área de alta pressão seguiu para o sul e se dissipou, diminuindo o cisalhamento do vento associado e favorecendo as condições meteorológicas para a intensificação do Hanna. Com isso, novas áreas de convecção profunda começaram a se formar em associação à tempestade a partir da madrugada de 1 de setembro. Durante aquele dia, o Hanna sofreu um período de rápida intensificação. Com o afastamento do furacão Gustav, que seguia sobre os Estados Unidos naquele momento, a alta subtropical se fortaleceu, forçando o Hanna a se deslocar mais lentamente e a seguir para sul-sudoeste e para sul. No começo da noite de 1 de setembro, um avião caçador de furacões sobrevoou o Hanna e constatou que a tempestade tropical tinha se tornado um furacão de categoria 1 na escala de furacões de Saffir-Simpson a apenas alguns quilômetros ao norte de Caicos, Turks e Caicos. Mais tarde naquele dia, o avião caçador de furacões verificou que a pressão central mínima tinha caído para 978,9 mbar, e observações meteorológicas de superfície feitas em Pine Cay, em Caicos, indicaram que os ventos máximos sustentados tinham aumentado para 140 km/h enquanto o furacão seguia sobre a ilha de Providenciales, Turks e Caicos. Imagens de satélite no canal infravermelho mostraram que o Hanna tinha um olho, ainda que obscurecido por nuvens cirrus.
No entanto, logo depois, o Hanna começou a se enfraquecer rapidamente assim que o cisalhamento do vento em associação à alta subtropical, que se fortalecia ao seu norte, aumentou. Com isso, o Hanna enfraqueceu-se para uma tempestade tropical por volta das 12:00 (UTC) de 2 de setembro. Durante a rápida tendência de enfraquecimento do Hanna, o sistema tropical começou a seguir para oeste-sudoeste e para sudoeste, passando muito perto de Grande Inagua, no sudeste das Bahamas. Seguindo para sudoeste, o centro do Hanna passou a apenas 55 km/h da costa do Haiti durante a madrugada de 3 de setembro. Mais tarde naquele dia, o Hanna começou a interagir com outra área de baixa pressão de altos níveis, localizada sobre as Bahamas, e novamente começou a se degradar quanto à sua aparência em imagens de satélite, assemelhando-se novamente com um ciclone subtropical. A partir de então, o Hanna começou a seguir para norte e começou a se intensificar gradualmente e seguiu sobre Middle Caicos, Turks e Caicos, por volta das 18:00 (UTC) daquele dia. Continuando a seguir para norte, a trajetória do Hanna executou um loop ciclônico e, a partir de então, começou a seguir para noroeste assim que o Hanna começou a se interagir com a periferia da alta subtropical sobre o Atlântico. Em 4 de setembro, a intensidade do Hanna estabilizou em 100/110 km/h e seguiu paralelamente e a leste das regiões central e noroeste das Bahamas. Assim que o Hanna alcançou o extremo oeste da alta subtropical e se separou da área de baixa pressão de altos níveis, começou a seguir novamente para norte, passando a cerca de 275 km/h da costa da Flórida, Estados Unidos. Continuando a seguir para norte, o Hanna fez landfall na costa leste dos Estados Unidos, perto da divisa dos estados da Carolina do Norte e da Carolina do Sul, com ventos de até 110 km/h, por volta das 07:20 (UTC) de 6 de setembro. Sobre terra, começou a se enfraquecer enquanto cruzava a região de Mid-Atlantic, nos Estados Unidos. O Hanna começou a seguir para nordeste e seu centro passou perto da cidade de Nova Iorque pouco depois da meia-noite de 7 de setembro.
Pouco depois, o Hanna começou a sofrer transição extratropical assim que seguia velozmente sobre a região da Nova Inglaterra, ainda nos Estados Unidos. O sistema extratropical remanescente do Hanna continuou a seguir para leste-nordeste assim que se fundiu com uma frente fria, e seguiu em direção às províncias atlânticas do Canadá. O centro do ciclone passou sobre Nova Escócia, Canadá, ainda naquela tarde, antes de seguir para leste-nordeste e passar sobre o sul da ilha de Terra Nova. Logo após, o ciclone extratropical remanescente do Hanna ficou menos definido logo a leste-sudeste de St. John's, Terra Nova e Labrador, assim que se fundiu com um segundo sistema frontal. Um outro ciclone extratropical que tinha se formado naquela região absorveu o sistema remanescente do Hanna e se tornou um forte sistema extratropical sobre o Atlântico norte.

## Preparativos

### Caribe
Em 30 de agosto, o governo das Bahamas emitiu um alerta de tempestade tropical para Turks e Caicos e para o sudeste das Bahamas. Durante a tarde de 31 de agosto, o alerta foi aumentado para um aviso de tempestade tropical para Turks e Caicos. O governo local ordenou a limpeza de ruas para evitar o possível arremesso de detritos pelos ventos fortes. Também fechou o fechamento de escolas e de aeroportos. O transporte naval entre as ilhas do arquipélago também foi suspenso enquanto perdurava a ameaça do Hanna à navegação. Nos dias seguintes, os alertas e avisos de tempestade tropical e de furacão foram se alternando nas regiões sudeste, central e noroeste das Bahamas; finalmente, em 4 de setembro, todos os alertas e avisos sobre o Hanna nas Bahamas foram descontinuados. No mesmo dia, também foram descontinuados os avisos e alertas para Turks e Caicos. Com a aproximação do Hanna da costa norte da ilha de São Domingos, os governos do Haiti e da República Dominicana também começaram a emitir avisos e alertas sobre o Hanna em 2 de setembro, que foram descontinuados dois dias mais tarde.

### Estados Unidos
Alertas de tempestade tropical começaram a ser emitidos para a costa leste dos Estados Unidos em 4 de setembro. A partir de então, vários alertas e avisos de tempestade tropical e de furacão foram emitidos, modificados e descontinuados, afetando as costas da Geórgia até a costa de Rhode Island. O último aviso de tempestade tropical foi descontinuado em 7 de setembro na porção sul da costa de Rhode Island.
A NASA anunciou que o deslocamento do ônibus espacial Atlantis, que iria na missão STS-125, para o Centro Espacial John F. Kennedy, poderia ser adiado em um dia devido à ameaça do Hanna. A Amtrak também cancelou algumas rotas de trem no sudeste dos Estados Unidos.
Na Carolina do Norte e na Virgínia, várias universidades, entre elas a Universidade da Carolina do Norte em Wilmington, em Wilmington, Carolina do Norte, a Christopher Newport University em Newport, Virgínia, o The College of William & Mary, em Williamsburg, Virgínia, o Old Dominion University, em Norfolk, a Universidade Estadual de Norfolk, também em Norfolk, o Virginia Wesleyan College e a Regent University, ambos em Virginia Beach, fecharam em 5 de setembro, voltando a ter aulas normais em 8 de setembro.
Ainda em 5 de setembro, a NASCAR anunciou que poderiam adiar a Nationwide Series de Emerson Radio 250 (programada para acontecer durante aquela noite), além da Sprint Cup Series de Chevy Rock and Roll 400 para 7 de setembro, já depois da passagem do Hanna pela Virgínia. Ambas as corridas aconteceram Richmond International Raceway, no condado de Henrico. Com o atraso da chegada do Hanna em 6 de setembro, o US Open de tênis começou normalmente, mas foi suspenso assim que os ventos e as chuvas fortes associadas ao Hanna chegaram. Perto dali, no estádio de Shea, o jogo de beisebol entre o New York Mets e o Philadelphia Phillies foi adiado para 7 de setembro com a chegada da tempestade. Em 5 de setembro, as associações rurais de água ao longo da costa leste e também dos estados vizinhos disseram que iriam se preparar para responder com prontidão a possíveis emergências. As associações ativaram as suas redes mútuas de ajuda, preparando-se para a chegada do Hanna e o furacão Ike, as associações ainda estavam provendo ajuda em áreas atingidas pelo furacão Gustav. Ainda naquele dia, a Organização de Medidas de Emergência da província canadense de Nova Brunswick declarou um aviso de "chuvas significativas" e de "enchentes localizadas" em 7 e 8 de setembro.
Em Long Island, as empresas de energia elétrica estavam se preparando para a chegada de um furacão mínimo; as empresas queriam testar a plena capacidade de sua infraestrutura resistir a uma forte tempestade. No condado de Nassau, telefonemas foram feitos para tentar recrutar voluntários para o corpo de bombeiros no caso de impactos que poderiam ser causados pela passagem do Hanna na região. No entanto, uma falha causada pelo congestionamento telefônico deixou a tentativa de recrutamento de voluntários praticamente impossível de ser realizada. Cerca de 800 trabalhadores ficaram em estado de alerta para efetuar possíveis reparos nas redes de eletricidade e de telefonia.

## Impactos
| Haiti                | 529 |
| República Dominicana | 1   |
| Estados Unidos       | 7   |
| Total                | 537 |

### Turks e Caicos
Em 1 de setembro, foram relatadas chuvas fortes nas Bahamas e em Turks e Caicos devido à passagem do Hanna. No entanto, não foi relatado nenhum grande impacto ou fatalidades nas regiões antes daquele dia.
O movimento lento e errático do Hanna trouxe-o novamente a Turks e Caicos. Novamente ocorreram chuvas fortes nas ilhas. Foram relatadas enchentes em áreas baixas do arquipélago. O destino popular de Providenciales teve várias construções danificadas pelas enchentes. As comunidades de Kew Town, Five Cays e Blue Hills também foram afetadas pelas enchentes. Uma clínica médica em Grand Turk foi destelhada parcialmente.

### Ilha de São Domingos
O Haiti, que já tinha sofrido com as passagens da tempestade tropical Fay e do furacão Gustav, foi duramente atingido pelo Hanna, que trouxe chuvas torrenciais por vários dias na região. Com isso, ocorreram severas enchentes, deslizamentos de terra e avalanches de lama na região, particularmente na cidade de Gonaïves, que já tinha sofrido danos catastróficos em 2004 durante a passagem do furacão Jeanne. Quase toda a cidade foi inundada com águas que passaram 2 metros de altura; alguns residentes tiveram que ser resgatados do telhado de suas casas. Em Les Cayes, um hospital teve que ser evacuado assim que a enchente começou a invadir o estabelecimento. Pelo menos 5.000 pessoas tiveram que recorrer a abrigos públicos também devido às enchentes. As Nações Unidas ordenou a formação e o deslocamento de equipes de ajuda para as regiões mais castigadas pelas enchentes; as equipes tiveram que usar barcos para efetuar o resgate das vítimas. Em 4 de setembro, o Governo do Haiti disse que o número de mortes causadas pelo Hanna tinha aumentado para 529, com a maior parte dos mortos vindos da completamente alagada cidade de Gonaïves, onde a destruição foi descrita como "catastrófica". Após a passagem do Hanna pela região, pelo menos 48.000 pessoas, somente de Gonaïves, tiveram que recorrer a abrigos temporários. Algumas pessoas dormiram em seus próprios telhados devido à ameaça de saqueadores. Os desabrigados também estavam necessitados de alimentos e de água. Outros subiram as montanhas para se assegurarem da chegada de outras tempestades. A ajuda internacional demorou a chegar nas regiões mais atingidas devido às péssimas condições de estradas e rodovias danificadas pela tempestade; pontes ao sul e ao norte de Gonaïves foram destruídas.
Depois de quase uma semana após a passagem do Hanna pela ilha de São Domingos, o corpo de um pescador foi encontrado na costa norte da República Dominicana.

### Estados Unidos

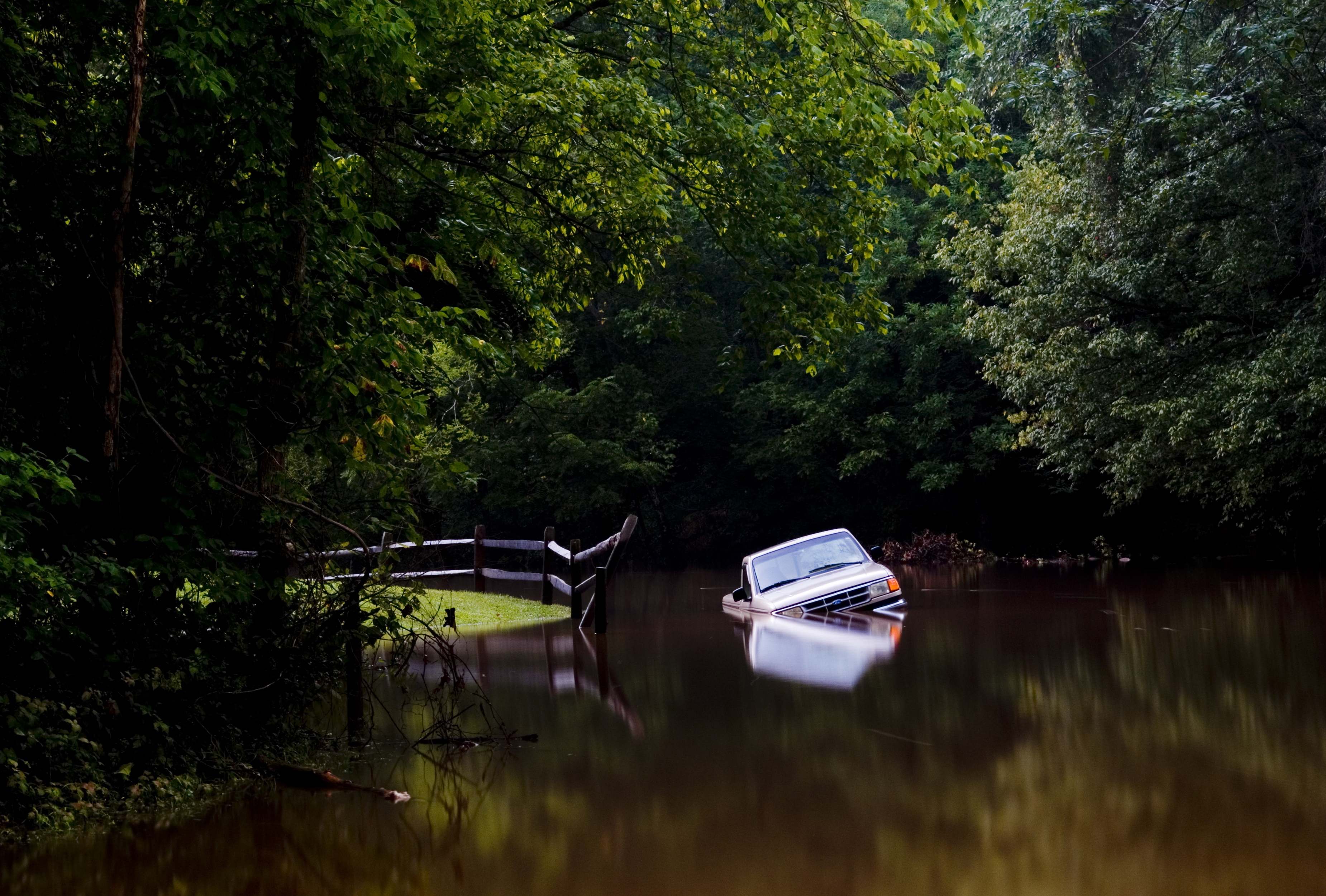
Enchentes causadas pelo furacão Hanna no Parque Estadual de Eno River, Carolina do Norte

Enquanto o Hanna ainda estava no Atlântico, ao largo das Bahamas, fortes ondas e correntes de retorno começaram a afetar a costa sudeste dos Estados Unidos. Um garoto de 14 anos afogou-se na praia, no Parque Estadual John U. Lloyd Beach, perto de Hollywood, Flórida, devido às correntes de retorno. Foram relatadas outras duas mortes ao largo da costa de Fort Lauderdale, também na Flórida, devido às fortes ondas. Devido à ameaça que o Hanna representava aos Estados Unidos, os governos da Flórida, da Virgínia, da Carolina do Norte, e de Maryland declaram estado de emergência no seus estados. Washington, D.C., juntamente com outros condados e estados americanos, ativou seus centros de operações de emergência como medida precautiva para a chegada do Hanna. Tornados foram formados pela passagem do Hanna pelos Estados Unidos. Greenville, Carolina do Norte, e Allentown, Pensilvânia, relataram tornados. Mesmo seguindo sobre terra, o furacão enfraqueceu apenas de forma lenta; ainda apresentava rajadas de vento de até 95 km/h quando passava sobre Long Island, Nova Iorque. No entanto, os danos foram mínimos e mais limitados às chuvas fortes. Correntes de retorno também afetaram a costa de Nova Jérsei; um homem de 38 anos se afogou nas praias do estado assim que o Hanna começou a produzir correntes de retorno enquanto se aproximava. Em Long Island, 32.000 pessoas ficaram sem eletricidade durante a passagem do Hanna.